# Mathyas Randriamamy
Mathyas Randriamamy (Clamart, 23 de abril de 2003) es un futbolista francés, nacionalizado malgache, que juega en la demarcación de portero para el Paris Saint-Germain F. C. de la Ligue 1.

## Selección nacional
Hizo su debut con la selección de fútbol de Madagascar el 10 de octubre de 2021 en un partido de clasificación para la Copa Mundial de Fútbol de 2022 contra República Democrática del Congo que finalizó con un resultado de 1-0 a favor del combinado malgache tras el gol de Njiva Rakotoharimalala.

## Clubes
| Club                      | País    | Año   | Partidos | Goles |
| ------------------------- | ------- | ----- | -------- | ----- |
| Paris Saint-Germain "II"  | Francia | 2021  | 1        | 0     |
| Paris Saint-Germain F. C. | Francia | 2021- |          |       |